# Плунге
Плунге або Плунгя́ни (лит. Plungė, жумуд. Plongė, біл. Плунгяны, пол. Płungiany) — місто на заході Литви, адміністративний центр Плунгеського району в Тельшяйському повіті. Приміські селища: Варкаляй, Йовайшішке, Бабрунгас, Каушенай, Норішкяй.
Північною околицею міста проходить залізниця Шяуляй-Клайпеда, є залізнична станція. Поруч знаходиться стадіон, садибний палац і парк Огінських. Тут знаходиться Жемайтійський художній музей, парк Плунге (пам'ятка природи - Дуб Громовий).
У центрі міста – Староміська площа, Костел Іоанна Хрестителя (1933 р.) з дзвіницею (1850 р.; пам’ятка архітектури), зі сходу – старий цвинтар і каплиця Всіх Святих (1858 р., пам’ятка архітектури), Плунге Лурд, ставок Гондинга, районна центральна лікарня.
У місті є будинок культури, пошта, будинок престарілих (належить парафії), три кладовища. Є пам’ятник Десятиліття Незалежності (з 1928), скульптура Флоріона (з 1894 р., автор – книготорговець Казис Барздис).

## Назва
Лінгвісти припускають, що назва Плунге може бути особистою назвою місця — місто могло виникнути довкола садиби, власником якої був Плунге. Однак походження назви міста «Plunge» не зовсім зрозуміле. Найбільш переконлива теорія полягає в тому, що назва міста походить від назви річки Паплунга, яка протікала через місто.
Польською мовою місто називається Płungiany, жемойтійською Plongė.
На карті Плунге, складеній за наказом князя Миколаса Огінського, потік, що проходить через місто, витікає з Нарвіласького озера і впадає в річку Бабрунгас, російськими літерами (як і всі інші об'єкти, позначені на мапі) названо «Паплунга». Мапу створено після 1894 року.
За даними історика Я. Друнгіля, існує три версії походження назви міста Плунге: народна, антропонімічна та гідронімічна. Згідно з народною етимологією, топонім Плунге пов’язаний з дієсловом «plunktis», що означає скубти – бити (для порівняння – «Не ходи в Плунге, бо там пірнають». Так говорили тельшяйчани). Автори антропонімічної версії схильні виводити назву міста від прізвища Плунге, яке, до речі, було найбільш поширеним у районах Пакруй, Паневежис, Радвілішкіс та Утена, а в Шедуві проживало аж 45 людей з прізвищем Плунге. Однак, перевіривши найдавніші переписи селян правителя Жемайтії початку XVI століття та збережені описи міста Плунге, історики не знайшли такого прізвища. Тому найпереконливішою є гідронімічна версія, згідно з якою слово «Плунге» походить від назви струмка, який протікав через місто. Ця версія підтверджується топографічними, лінгвістичними та археологічними даними.
Потік Паплунге почали каналізувати після Другої світової війни. Витоки Паплунге з озера Нарвіла.

## Історія
Вважається, що територія, на якій знаходиться Плунге, була заселена в V–I століттях до нашої ери. Після Мельнського договору у лісах Жемайтії були засновані сільські осередки. З 14 століття до середини 16 століття Плунге входило до Гандинзького району як звичайне поселення. Пізніше населення Плунге почало зростати швидше і перевищило населення Гандинга. У 1567 р. Плунге згадується як місто.
13 січня 1792 р. Плунге отримало магдебурзьке право. З 1806 по 1873 рр. Плунге належало Платону Зубову, а пізніше – Огінським, які у 1879 збудували тут палац.
У міжвоєнний період у 1925 р. тут була заснована гімназія, а в 1932 р. збудована залізнична гілка. У 1933 р. освячено нинішній католицький костел. З моменту заснування приватної лікарні в 1939 почали свою діяльність пологове, хірургічне відділення. 
Під час Червневого повстання в Литві 1941 р. та німецького вторгнення в рамках Операції «Барбаросса» Плунге було захоплене німецькими військами 25 червня 1941 р. Литовські націоналісти на чолі з Йонасом Норейкою перехопили контроль і сформували міську адміністрацію та поліцію. 
У роки незалежності Литви економіка Плунге базувалася на фабриці льону та бавовни «Kučiskis – Pabedinskiai», а також на діяльності підприємців і сільськогосподарській продукції жемайтійських селян.
Після Другої світової війни та совєцької окупації Плунге почало стрімко зростати - якщо в 1950 р. місто налічувало 7400 жителів, то в 1990 р. воно мало вже 23300 мешканців. За роки совєцької окупації литовці стали більшістю мешканців міста. Згідно з постановою уряду від 1963 р., Плунге мало стати обласним центром з потужною промисловістю. Однак ці плани були зруйновані, коли стало очевидно, що в місті не вистачає водних ресурсів, хоча в Плунге було засновано кілька компаній високого рівня, які представляють різні галузі промисловості. Однак більшість із цих компаній збанкрутували після оголошення незалежності Литви.
Герб Плунге було затверджено указом Президента 6 червня 1997 року. У 2009 Плунге було обране Культурною столицею Литви. Нині Плунге є шістнадцятим за величиною містом Литви з 22 287 жителями.

## Міста-побратими
Плунге має 9 міст-побратимів:
- Тукумс, Латвія
- Красногорськ, Росія
- Менден, Німеччина
- Б'єркрейм, Норвегія
- Боксгольм, Швеція
- Вільянді, Естонія
- Ґолюб-Добжинь, Польща
- Гаддерсфілд, Англія
- Сватове, Україна[8]

## Уродженці
- Олґа Раєцка, латвійська рок-попспівачка
- Айсте Смілгевічюте, литовська рок-попспівачка

## Галерея

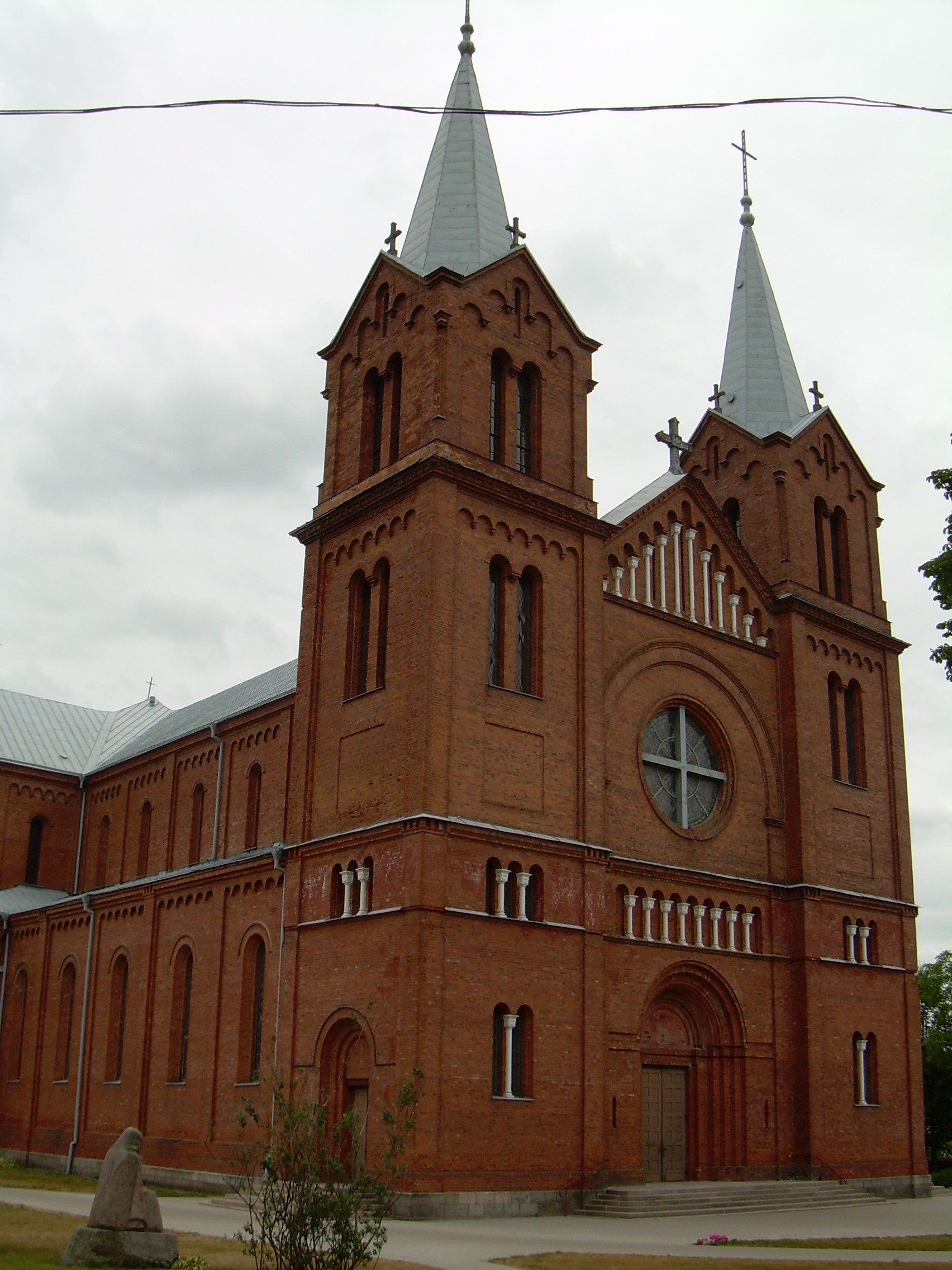
Церква
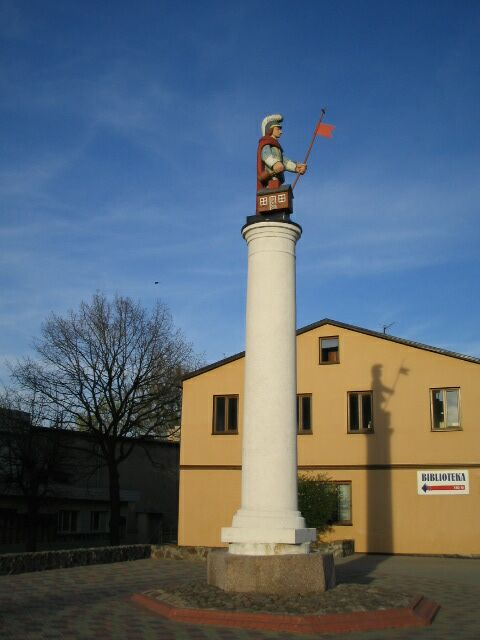
Пам'ятник Святому Флоріану
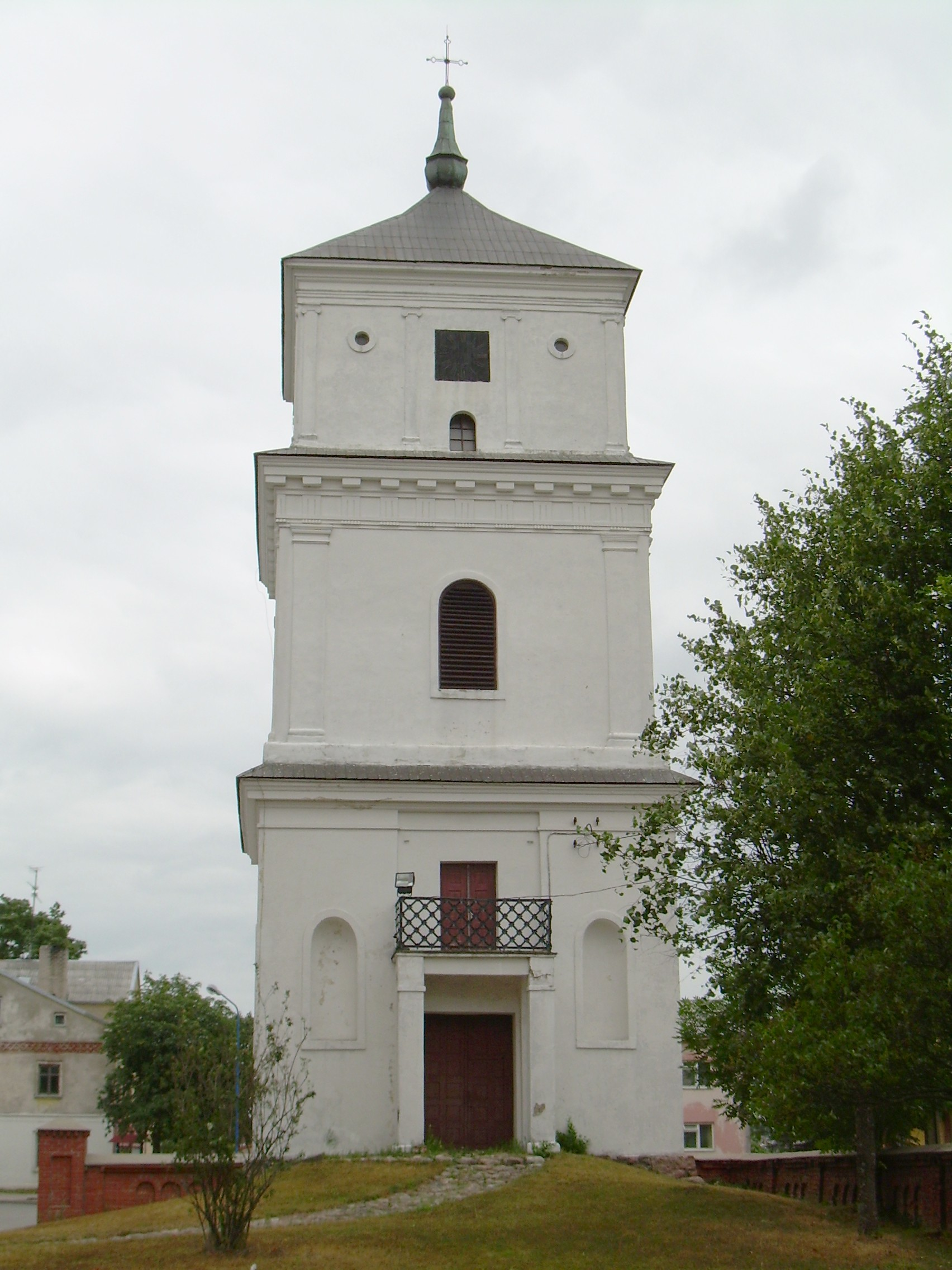
Дзвіниця
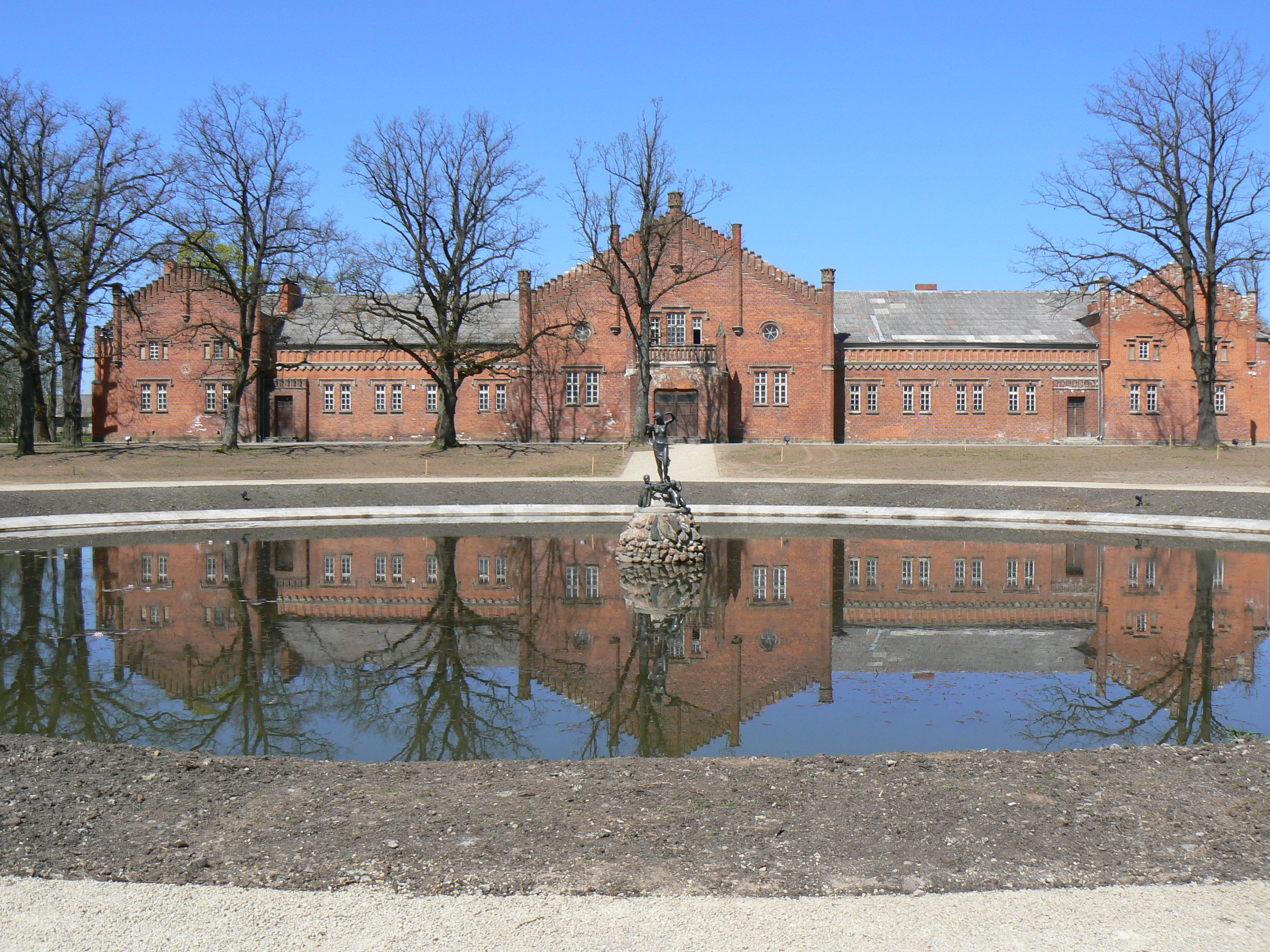
Стайні замку Огінських
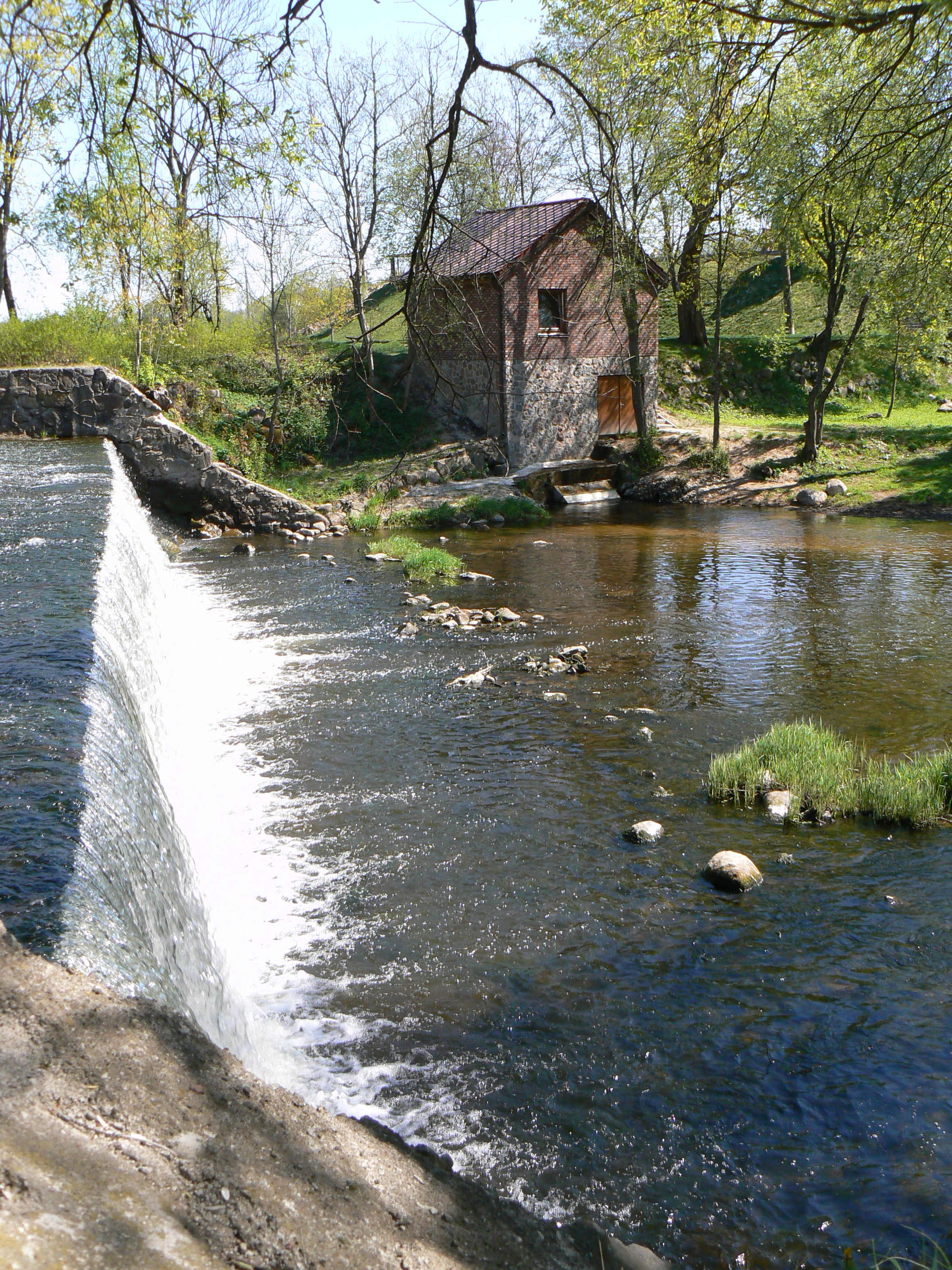
Бабрунгас - річка в Плунге